# Vejen tilbage (film)
|  | Denne artikel er oprettet af botten Steenthbot ud fra en ekstern database. Den kan derfor have sproglige fejl eller mangler. Denne skabelon kan fjernes efter kontrol af indholdet. |

Vejen tilbage er en dansk kortfilm fra 2008 instrueret af Peter Dupont Weiss.

## Handling
En gammel mand trasker rundt ude på landet - det samme gøre en besynderlig gruppe udenlandske turister - og hele tiden møder han en ung hvidklædt kvinde, som måske er hans afdøde kones spøgelse.

## Medvirkende
- Bent Conradi